# 24 november
24 november är den 328:e dagen på året i den gregorianska kalendern (329:e under skottår). Det återstår 37 dagar av året.

## Namnsdagar

### I den svenska almanackan
- Nuvarande – Gudrun och Rune
- Föregående i bokstavsordning
  - Gudrun – Namnet infördes på dagens datum 1901 och har funnits där sedan dess.
  - Gullan – Namnet infördes på dagens datum 1986, men utgick 1993.
  - Gullvor – Namnet infördes på dagens datum 1986, men utgick 1993.
  - Kristogonus – Namnet fanns, till minne av ett helgon vid namn Chrysogonus, på dagens datum före 1901, då det utgick.
  - Runar – Namnet infördes på dagens datum 1993, men utgick 2001.
  - Rune – Namnet infördes 1986 på 2 juni, men flyttades 1993 till 1 juni och 2001 till dagens datum.
- Föregående i kronologisk ordning
  - Före 1901 – Kristogonus
  - 1901–1985 – Gudrun
  - 1986–1992 – Gudrun, Gullan och Gullvor
  - 1993–2000 – Gudrun och Runar
  - Från 2001 – Gudrun och Rune
- Källor
  - Brylla, Eva (red.). Namnlängdsboken. Gjøvik: Norstedts ordbok, 2000 ISBN 917227204X
  - af Klintberg, Bengt. Namnen i almanackan. Gjøvik: Norstedts ordbok, 2001 ISBN 9172272929

### Finlandssvenska almanackan
- Nuvarande från 1929[1] – Siv
- I föregående revideringar[a][2]
  - inga ändringar sedan 1929

## Händelser
- 496 – Sedan Gelasius I har avlidit tre dagar tidigare väljs Anastasius II till påve.
- 642 – Sedan Johannes IV har avlidit den 12 oktober väljs Theodor I till påve.
- 1825 – Palatset Makalös vid Kungsträdgården brinner.
- 1859 – Charles Darwins bok Om arternas uppkomst publiceras.
- 1863 – Slaget vid Chattanooga i det amerikanska inbördeskriget.
- 1944
  - Tokyo bombas för första gången av amerikanskt flyg.
  - Det svenska passagerarfartyget S/S Hansa, i trafik mellan Nynäshamn och Visby, sänks, troligen torpederad av en sovjetisk ubåt, varvid 84 människor omkommer. Se Hansakatastrofen.
- 1948 – 11 personer omkommer vid Essingebroolyckan när en trådbuss kör av Essingebron i Stockholm.
- 1957 – Tunnelbanestationen T-Centralen invigs.
- 1958 – Autonoma Sudanesiska republiken utropas.[3]
- 1963 – Lee Harvey Oswald, president John F. Kennedys påstådde mördare, skjuts ihjäl av nattklubbsägaren Jack Ruby.
- 1969 – I Strasbourg skriver Europarådet på ett avtal om au pair-placering och reglerna för det.[4]
- 1985 – Lustiga Huset på Gröna Lund brinner ner till grunden, på grund av elektriskt fel.
- 1992 – Ett flygplan havererar i Kina, varvid 141 personer omkommer.
- 2006 – E45:an mellan Göteborg och Karesuando invigs.
- 2021 – Sveriges första kvinnliga statsminister, Magdalena Andersson, tillträder och avgår redan sju timmar senare samma dag.

## Födda
- 1632 – Baruch Spinoza, nederländsk filosof av judisk börd
- 1642 – Carolus Carlsson, svensk biskop i Västerås stift
- 1655 – Karl XI, kung av Sverige 1660–1697 (myndig 1672)
- 1730 – Henrik af Trolle, svensk sjömilitär, generalamiral
- 1784
  - Johann Ludwig Burckhardt, schweizisk forskningsresande och orientalist
  - Zachary Taylor, amerikansk militär och politiker, USA:s president (1849–50)
- 1785 – August Boeckh, tysk klassisk filolog och arkeolog
- 1815 – Grace Darling, brittisk hjältinna
- 1826 – Carlo Collodi (eg. Carlo Lorenzini), italiensk sagoberättare, mest känd för Pinocchio
- 1849 – Frances Hodgson Burnett, brittisk-amerikansk författare
- 1852 – Gustaf Knaust, svensk grosshandlare och riksdagsman
- 1853 – Bat Masterson, amerikansk sheriff
- 1864 – Henri de Toulouse-Lautrec, fransk konstnär
- 1867 – Frank L. Smith, amerikansk republikansk politiker
- 1868 – Scott Joplin, amerikansk tonsättare och pianist
- 1869 – Óscar Carmona, portugisisk militär och politiker
- 1872 – Georgij Tjitjerin, sovjetisk politiker, utrikeskommissarie
- 1877 – Alben W. Barkley, amerikansk politiker, vicepresident (1949–53)
- 1885 – Christian Wirth, tysk SS-officer
- 1887 – Erich von Manstein, tysk generalfältmarskalk
- 1888 – Fritz Klein, tysk SS-läkare och dömd krigsförbrytare
- 1891 – Max Amann, tysk SS-officer
- 1900 – Nils Söderman, svensk kapellmästare, kompositör och musiker (piano)
- 1905 – Gustav Wally, svensk dansör, skådespelare, revyaktör, regissör och teaterchef
- 1911 – Erik Bergman, finländsk kompositör och kördirigent
- 1912 – Garson Kanin, amerikansk regissör och manusförfattare
- 1913 – Geraldine Fitzgerald, amerikansk skådespelare
- 1923 – Ingemar Pallin, svensk sångare, skådespelare och radioman
- 1925 – Simon van der Meer, nederländsk fysiker, mottagare av Nobelpriset i fysik (1984)
- 1926
  - Tsung-Dao Lee, kinesisk-amerikansk fysiker, mottagare av Nobelpriset i fysik (1957)
  - Toralv Maurstad, norsk skådespelare
- 1929 – Sigvard Marjasin, svensk politiker och landshövding i Örebro län (socialdemokraterna)
- 1934
  - Sven-Bertil Taube, svensk sångare och skådespelare
  - Alfred Schnittke, rysk postmodern kompositör
- 1939 – Marit Paulsen, svensk författare, samhällsdebattör och politiker (folkpartist)
- 1941
  - Pete Best, brittisk musiker, medlem i The Beatles innan gruppen fick skivkontrakt
  - Donald ”Duck” Dunn amerikansk musiker, basist i Blues Brothers
- 1942 – Billy Connolly, brittisk komiker, musiker och skådespelare
- 1944 – Mats Strandberg, svensk sportkommentator
- 1946 – Ted Bundy, amerikansk seriemördare
- 1947 – Eva Lundgren, svensk professor i sociologi
- 1950 – Marco Biagi, italiensk professor
- 1951 – Chet Edwards, amerikansk demokratisk politiker
- 1952 – Maria Tolppanen, finländsk politiker
- 1955 – Lena Adelsohn Liljeroth, svensk journalist och moderat politiker, statsråd
- 1967
  - Shahid Malik, brittisk parlamentsledamot för Labour
  - Jesper Duus, dansk hockeyspelare
- 1970 – Shanti Roney, svensk skådespelare
- 1971 – Dilba, svensk sångare
- 1977 – Colin Hanks, amerikansk skådespelare
- 1978
  - Katherine Heigl, amerikansk skådespelare och fotomodell
  - Vanessa Incontrada, italiensk-spansk fotomodell, skådespelare och tv-programledare
- 1980 – Jerry Forsberg, svensk dokusåpadeltagare
- 1983 – Tove Edfeldt, svensk skådespelare
- 1984 – Lisa Nordén, svensk triatlonist, mottagare av Svenska Dagbladets guldmedalj 2012
- 1993 – Fridolina Rolfö, fotbollsspelare, OS-silver 2016 och 2020, VM-brons 2019
- 1998 – Jeremy Swayman, amerikansk ishockeymålvakt

## Avlidna
- 1573 – John Knox, skotsk reformator, grundare av den skotska statskyrkan.
- 1715 – Hedvig Eleonora av Holstein-Gottorp, drottning av Sverige 1654–1660, gift med Karl X Gustav.
- 1741 – Ulrika Eleonora, regerande drottning av Sverige 1718–1720 och drottning av Sverige sedan 1720, gift med Fredrik I.
- 1837 – Joseph Kent, amerikansk politiker, senator (Maryland) 1833–1837.
- 1848 – William Lamb, 2:e viscount Melbourne, brittisk politiker, premiärminister 1834, 1835–1841.
- 1852 – Walter Forward, amerikansk politiker, USA:s finansminister 1841–1843.
- 1857 – Sir Henry Havelock, brittisk general.
- 1882 – Fredrik Otto Silfverstolpe, svensk officer, ämbetsman, politiker och landshövding i Västmanlands län.
- 1891 – Robert Bulwer-Lytton, 1:e earl av Lytton, brittisk diplomat och skald.
- 1903 – Johann Baptist von Anzer, tysk katolsk missionsledare.
- 1904 – Christopher Dresser, brittisk designer.
- 1908 – Fredrik Pettersson, svensk hemmansägare och riksdagspolitiker.
- 1911 – John F. Dryden, amerikansk affärsman och republikansk politiker, senator (New Jersey) 1902–1907.
- 1924 – Charles S. Fairchild, amerikansk politiker, USA:s finansminister 1887–1889.
- 1929
  - Georges Clemenceau, fransk premiärminister 1906–1909, 1917–1920, även kallad ”Tigern”.
  - Francis E. Warren, amerikansk republikansk politiker, senator (Wyoming) 1890–1893 och 1895–1929.
- 1946 – László Moholy-Nagy, ungersk skulptör, målare, formgivare och fotograf.
- 1953 – Tom Walter, svensk skådespelare.
- 1957 – Diego Rivera, mexikansk konstnär, målare.
- 1958 – Robert Cecil, 1:e viscount Cecil av Chelwood, 94, brittisk advokat, parlamentsledamot och minister, mottagare av Nobels fredspris 1937.
- 1963 – Lee Harvey Oswald, John F. Kennedys förmodade mördare (mördad).
- 1964 – William O'Dwyer, 74, amerikansk militär, politiker och diplomat
- 1969 – Erik Bergman, 75, svensk skådespelare
- 1973 – Carl Reinholdz, 64, svensk skådespelare och sångare
- 1980 – George Raft, 79, amerikansk skådespelare
- 1985
  - George Raynor, 78, engelsk fotbollsspelare och fotbollstränare.
  - Big Joe Turner, 74, amerikansk sångare
- 1987 – Gunnar Heckscher, 78, svensk professor och politiker, partiledare för Högerpartiet 1961–1965
- 1991
  - Eric Carr, 41, amerikansk trummis i rockbandet Kiss.
  - Freddie Mercury, 45, brittisk sångare i rockgruppen Queen.
- 1999 – Hilary Minster, brittisk skådespelare.
- 2000 – Carla Capponi, italiensk kommunistisk motståndskvinna under andra världskriget och läkare.
- 2001 – Melanie Thornton, amerikansk sångare i gruppen La Bouche.
- 2002 – John Rawls, amerikansk filosof.
- 2004 – Arthur Hailey, brittisk författare.
- 2005 – Pat Morita, amerikansk skådespelare.
- 2006 – Juice Leskinen, 56, finländsk rockmusiker
- 2007 – Casey Calvert, 26, amerikansk gitarrist och sångare i Hawthorne Heights
- 2009 – Samak Sundaravej, 74, thailändsk politiker, premiärminister
- 2013 – Jean King, 87, amerikansk demokratisk politiker
- 2014
  - Viktor Tichonov, 84, rysk (tidigare sovjetisk) ishockeytränare
  - Emy Storm, 89, svensk skådespelare (hjärnblödning)
  - Alla Sizova, 75, rysk balettdansare
- 2017
  - Mats Björne, 95, svensk skådespelare
  - Marianne Anderberg, 93, svensk skådespelare
- 2022 – Börje Salming, 71, svensk ishockeyspelare

### Fotnoter
1. ↑  ”Universitetets namnsdagsalmanacka - Universitetets almanacksbyrå”. almanakka.helsinki.fi. Helsingfors universitet. https://almanakka.helsinki.fi/sv/kalender-2025/. Läst 22 februari 2025.
2. ↑  ”Namnsdagsrevideringar - Universitetets almanacksbyrå”. almanakka.helsinki.fi. Helsingfors universitet. https://almanakka.helsinki.fi/sv/namnsdagar/namnsdagsrevideringar.html. Läst 3 oktober 2020.
3. ↑  ”Mali” (på engelska). World Statesmen. http://www.worldstatesmen.org/Mali.htm. Läst 22 november 2012.
4. ↑  ”Europarådet”. 24 november 1969. Arkiverad från originalet den 27 februari 2012. https://web.archive.org/web/20120227161409/http://conventions.coe.int/treaty/en/Treaties/Html/068.htm. Läst 4 maj 2011.